# Đội đặc nhiệm H.I.T
Đội đặc nhiệm H.I.T (tiếng Hàn: 히트; Romaja: Hiteu) hay Homicide Investigation Team, là một bộ phim truyền hình Hàn Quốc 2007 với sự tham gia của diễn viên Go Hyun-jung, Ha Jung-woo, Kim Jung-min, and Yoon Ji-min. Phim chiếu trên MBC từ 19 tháng 3 đến 22 tháng 5 năm 2007 vào mỗi thứ 2&3 lúc 21:55 gồm 20 tập.
Tại Việt Nam, phim từng được TVM Corp. mua bản quyền và phát sóng trên kênh HTV3.

## Phân vai và nhân vật

### Phân vai chính
Go Hyun-jung vai Cha Soo-kyung
Ha Jung-woo vai Kim Jae-yoon
Kim Jung-min vai Kim Yong-doo
Yoon Ji-min vai Jung In-hee

### Phân vai phụ
- Son Hyun-joo vai Sĩ quan Jo Gyu-won
- Ma Dong-seok vai Thám tử Nam Seong-shik
- Jung Dong-jin vai Thám tử Kim Il-joo
- Kim Jung-tae vai Thám tử Shim Jong-geum
- Choi Il-hwa vai Thám tử Jang Yong-hwa
- Lee Young-ha vai Công tố viên Jung Taek-won